# SD Jedinstvo Đakovo (vaterpolo)
Vaterpolska momčad Sportskog društva "Jedinstvo" iz Đakova, Osječko-baranjska županija je djelovala do početka 1970.-ih godina.  

## O klubu
U Đakovu je 1952. godine otvoren bazen dimenzija 50*22 m, te je smatran za jedan od najljepših u Slavoniji. Ubrzo se javila potreba za osnivanjem plivačkog i vaterpolskog kluba. 7. svibnja 1953. je osnovan plivački klub pri SD "Mladost", u kojem je djelovao i vaterpolo klub. Početkom 1954. godine športsko društvo "Mladost" mijenja ime u "ĐŠK" ("Đakovački športski klub"), sa svojim sastavnicama. Početkom 1962 "ĐŠK" ulazi u satsav SD "Jedinstvo", u kojem dalje nastavljaju djelovati plivački i vaterpolski klub. 
 Klub se nastjecao u Slavonskoj regionalnoj ligi, u kojoj se natjecao s klubovima s Istoka Hrvatske i Posavine, te je osvojio 1963. godine i sudjelovao u kvalifikacijama za Drugu saveznu ligu.  
 
Vaterpolo klub je djelovao do početka 1970.-ih kada se gasi, a potom dolazi do gašenja i plivačkog kluba. Novi plivački klub u Đakovu je osnovan 1984. godine, dok je vaterpolski klub nakon nekoliko pokušaja konačno osnovan 2011. godine - današnji VK "Đakovo". 

## Uspjesi
Slavonska regionalna liga
- prvak: 1963.

## Unutrašnje poveznice
- Đakovo
- VK Đakovo

## Vanjske poveznice
- vk-djakovo.hr  Arhivirana inačica izvorne stranice od 8. kolovoza 2018. (Wayback Machine)